# Campeonato Europeo de Natación de 1987
El XVIII Campeonato Europeo de Natación se celebró en Estrasburgo (Francia) entre el 16 y el 23 de agosto de 1987 bajo la organización de la Liga Europea de Natación (LEN) y la Federación Francesa de Natación.

## Resultados de natación

### Masculino
| Evento                   | Oro                                  | Plata                               | Bronce                               |
| ------------------------ | ------------------------------------ | ----------------------------------- | ------------------------------------ |
| 50 m libre               | Jörg Woithe RDA 22,66                | Gennadi Prigoda URSS 22,73          | Stefan Volery · Suiza · 22,75        |
| 100 m libre              | Sven Lodziewski RDA 49,79            | Stéphan Caron Francia 49,88         | Dirk Richter RDA 50,35               |
| 200 m libre              | Anders Holmertz · Suecia · 1:48,44   | Giorgio Lamberti · Italia · 1:48,68 | Michael Groß RFA 1:49,02             |
| 400 m libre              | Uwe Daßler RDA 3:48,95               | Rainer Henkel RFA 3:49,28           | Thomas Fahrner RFA 3:49,82           |
| 1500 m libre             | Rainer Henkel RFA 15:02,23           | Uwe Daßler RDA 15:02,30             | Stefan Pfeiffer RFA 15:03,06         |
| 100 m espalda            | Sergei Zabolotnov URSS 56,06         | Frank Baltrusch RDA 56,40           | Frank Hoffmeister RFA 56,71          |
| 200 m espalda            | Sergei Zabolotnov URSS 1:59,35       | Igor Polianski URSS 1:59,37         | Frank Baltrusch RDA 2:00,22          |
| 100 m braza              | Adrian Moorhouse Reino Unido 1:02,13 | Dmitri Volkov URSS 1:02,43          | Gianni Minervini · Italia · 1:02,63  |
| 200 m braza              | Jozef Szabo · Hungría · 2:13,87      | Sergei Sokolovski URSS 2:14,97      | Adrian Moorhouse Reino Unido 2:15,78 |
| 100 m mariposa           | Andrew Jameson Reino Unido 53,62     | Michael Groß RFA 53,76              | Benny Nielsen Dinamarca 54,08        |
| 200 m mariposa           | Michael Groß RFA 1:57,59             | Benny Nielsen Dinamarca 1:57,74     | Vadim Yaroshchuk URSS 1:58,51        |
| 200 m cuatro estilos     | Tamás Darnyi · Hungría · 2:00,56     | Vadim Yaroshchuk URSS 2:01,67       | Raik Hannemann RDA 2:02,30           |
| 400 m cuatro estilos     | Tamás Darnyi · Hungría · 4:15,42     | Jozef Szabo · Hungría · 4:18,30     | Patrick Kühl RDA 4:18,62             |
| 4 X 100 m libre          | RDA 3:19,17                          | RFA 3:21,51                         | URSS 3:21,14                         |
| 4 X 200 m libre          | RFA 7:13,10                          | RDA 7:14,27                         | Suecia · 7:21,31                     |
| 4 X 100 m cuatro estilos | URSS 3:41,51                         | Reino Unido 3:42,01                 | RDA 3:43,90                          |

### Femenino
| Evento                   | Oro                           | Plata                                  | Bronce                            |
| ------------------------ | ----------------------------- | -------------------------------------- | --------------------------------- |
| 50 m libre               | Tamara Costache Rumania 25,50 | Katrin Meißner RDA 25,65               | Christiane Pielke RFA 25,88       |
| 100 m libre              | Kristin Otto RDA 55,38        | Manuela Stellmach RDA 55,49            | Tamara Costache Rumania 56,11     |
| 200 m libre              | Heike Friedrich RDA 1:58,24   | Manuela Stellmach RDA 1:58,95          | Luminita Dobrescu Rumania 2:00,87 |
| 400 m libre              | Heike Friedrich RDA 4:06,39   | Astrid Strauß RDA 4:07,71              | Stela Pura Rumania 4:09,65        |
| 800 m libre              | Anke Möhring RDA 8:19,53      | Astrid Strauß RDA 8:32,24              | Judit Csabai · Hungría · 8:37,71  |
| 100 m espalda            | Kristin Otto RDA 1:01,86      | Svenja Schlicht RFA 1:02,21            | Kathrin Zimmermann RDA 1:02,55    |
| 200 m espalda            | Cornelia Sirch RDA 2:10,20    | Kathrin Zimmermann RDA 2:12,23         | Svenja Schlicht RFA 2:12,72       |
| 100 m braza              | Silke Hörner RDA 1:07,61      | Manuela Dalla Valle · Italia · 1:09,66 | Sylvia Gerasch RDA 1:09,83        |
| 200 m braza              | Silke Hörner RDA 2:27,49      | Ingrid Lempereur · Bélgica · 2:29,79   | Svetlana Kuzmina URSS 2:29,88     |
| 100 m mariposa           | Kristin Otto RDA 59,52        | Birte Weigang RDA 59,59                | Catherine Plewinski Francia 59,89 |
| 200 m mariposa           | Kathleen Nord RDA 2:08,85     | Birte Weigang RDA 2:09,60              | Stela Pura Rumania 2:11,56        |
| 200 m cuatro estilos     | Cornelia Sirch RDA 2:15,04    | Daniela Hunger RDA 2:15,27             | Noemi Lung Rumania 2:15,84        |
| 400 m cuatro estilos     | Noemi Lung Rumania 4:40,21    | Elena Dendeberova URSS 4:42,62         | Kathleen Nord RDA 4:44,09         |
| 4 X 100 m libre          | RDA 3:42,58                   | Países Bajos · 3:46,49                 | RFA 3:46,49                       |
| 4 X 200 m libre          | RDA 7:55,47                   | Rumania 8:09,15                        | RFA 8:09,89                       |
| 4 X 100 m cuatro estilos | RDA 4:04,05                   | Italia · 4:10,04                       | RFA 4:10,92                       |

### Medallero
| Núm. | País         | Oro | Plata | Bronce | Total |
| ---- | ------------ | --- | ----- | ------ | ----- |
| 1    | RDA          | 18  | 12    | 8      | 38    |
| 2    | URSS         | 3   | 6     | 3      | 12    |
| 3    | RFA          | 3   | 4     | 9      | 16    |
| 4    | Hungría      | 3   | 1     | 1      | 5     |
| 5    | Rumania      | 2   | 1     | 5      | 8     |
| 6    | Reino Unido  | 2   | 1     | 1      | 4     |
| 7    | Suecia       | 1   | 0     | 1      | 2     |
| 8    | Italia       | 0   | 3     | 1      | 4     |
| 9    | Dinamarca    | 0   | 1     | 1      | 2     |
| 9    | Francia      | 0   | 1     | 1      | 2     |
| 11   | Bélgica      | 0   | 1     | 0      | 1     |
| 11   | Países Bajos | 0   | 1     | 0      | 1     |
| 13   | Suiza        | 0   | 0     | 1      | 1     |
|      | TOTAL        | 32  | 32    | 32     | 96    |

## Resultados de saltos

### Masculino
| Evento          | Oro                           | Plata                                  | Bronce                               |
| --------------- | ----------------------------- | -------------------------------------- | ------------------------------------ |
| Trampolín 3 m   | Albin Killat RFA 663,18 pts.  | Niki Stajkovic · Austria · 647,25 pts. | Alexandr Gladchenko URSS 621,60 pts. |
| Plataforma 10 m | Georgi Chogovadze URSS 618,48 | Jan Hempel RDA 596,64                  | Arsen Dzhavadian URSS 578,37         |

### Femenino
| Evento          | Oro                                           | Plata                            | Bronce                       |
| --------------- | --------------------------------------------- | -------------------------------- | ---------------------------- |
| Trampolín 3 m   | Daphne Jongejans · Países Bajos · 525,76 pts. | Marina Babkova URSS 518,88 pts.  | Brita Baldus RDA 513,42 pts. |
| Plataforma 10 m | Elena Miroshina URSS 475,50                   | Anzhela Stasiulevich URSS 433,68 | Silke Abicht RDA 408.09      |

### Medallero
| Núm. | País         | Oro | Plata | Bronce | Total |
| ---- | ------------ | --- | ----- | ------ | ----- |
| 1    | URSS         | 2   | 2     | 2      | 6     |
| 2    | RFA          | 1   | 0     | 0      | 1     |
| 2    | Países Bajos | 1   | 0     | 0      | 1     |
| 4    | RDA          | 0   | 1     | 2      | 3     |
| 5    | Austria      | 0   | 1     | 0      | 1     |
|      | TOTAL        | 4   | 4     | 4      | 12    |

## Resultados de natación sincronizada
| Evento | Oro | Plata | Bronce |
| ------ | --- | --- | --- |
| Solo   | Muriel Hermine Francia 188,700 pts. | Alexandra Worisch · Austria · 182,467 pts. | Karin Singer · Suiza · 179.067 pts. |
| Dúo    | Muriel Hermine Karine Schuler Francia 184,608                                                                                                   | Edith Boss · Karin Singer · Suiza · 178,343 | Irina Chukova Tatiana Titova URSS 176,642 |
| Equipo | Marianne Aeschbacher Anne Capron Catherine Hameon Muriel Hermine Anne-Caroline Mathieu Odile Petit Gaelle Quelin Karine Schuler Francia 178,487 | Vera Artemova Mariya Chernyaev Irina Chukova Yelena Dolzhenko Kristina Falasinidi Yelena Frocheskaya Yekaterina Lavrik Tatiana Titova URSS 177,373 | Edith Boss · Adriana Giovanoli · Daniela Giovanoli · Daniela Jordi · Christine Lippuner · Claudia Muralt · Claudia Peczinka · Karin Singer · Suiza · 172,975 |

### Medallero
| Núm. | País    | Oro | Plata | Bronce | Total |
| ---- | ------- | --- | ----- | ------ | ----- |
| 1    | Francia | 3   | 0     | 0      | 3     |
| 2    | Suiza   | 0   | 1     | 2      | 3     |
| 3    | URSS    | 0   | 1     | 1      | 2     |
| 4    | Austria | 0   | 1     | 0      | 1     |
|      | TOTAL   | 3   | 3     | 3      | 9     |

## Resultados de waterpolo
| Evento    | Oro          | Plata      | Bronce  |
| --------- | ------------ | ---------- | ------- |
| Masculino | URSS         | Yugoslavia | Italia  |
| Femenino  | Países Bajos | Hungría    | Francia |

## Medallero total
| Núm. | País         | Oro | Plata | Bronce | Total |
| ---- | ------------ | --- | ----- | ------ | ----- |
| 1    | RDA          | 18  | 13    | 10     | 41    |
| 2    | URSS         | 6   | 9     | 6      | 21    |
| 3    | RFA          | 4   | 4     | 9      | 17    |
| 4    | Hungría      | 3   | 2     | 1      | 6     |
| 5    | Francia      | 3   | 1     | 2      | 6     |
| 6    | Rumania      | 2   | 1     | 5      | 8     |
| 7    | Reino Unido  | 2   | 1     | 1      | 4     |
| 8    | Países Bajos | 2   | 1     | 0      | 3     |
| 9    | Suecia       | 1   | 0     | 1      | 2     |
| 10   | Italia       | 0   | 3     | 2      | 5     |
| 11   | Austria      | 0   | 2     | 0      | 2     |
| 12   | Dinamarca    | 0   | 1     | 1      | 2     |
| 13   | Bélgica      | 0   | 1     | 0      | 1     |
| 13   | Yugoslavia   | 0   | 1     | 0      | 1     |
| 14   | Suiza        | 0   | 1     | 3      | 4     |
|      | TOTAL        | 41  | 41    | 41     | 123   |